# Hwang Pyong-so
Hwang Pyong-so (coréen : 황병서,hanja:黃炳誓) est un homme politique et militaire nord-coréen.

## Biographie
Après avoir entamé une carrière dans l'administration du Parti du travail de Corée dans les années 1990, il est nommé, le 1er mai 2014, à la tête du bureau politique de l'Armée populaire de Corée, le plus haut poste dans les forces armées. Bien que n'étant pas un militaire de carrière, il est promu vice-maréchal. Il succède à Choe Ryong-hae. En septembre, il est promu vice-président du Comité de la défense nationale. Il est considéré dès lors comme le numéro deux du régime nord-coréen dirigé par Kim Jong-un.